# Grnčar
Grnčar (szerbül Грнчар) egy falu Szerbiában, a Piroti körzetben, a Babušnicai községben.

## Népesség
- 1948-ban 741 lakosa volt.
- 1953-ban 737 lakosa volt.
- 1961-ben 668 lakosa volt.
- 1971-ben 508 lakosa volt.
- 1981-ben 342 lakosa volt.
- 1991-ben 217 lakosa volt
- 2002-ben 159 lakosa volt, akik közül 149 szerb (93,71%) és 10 roma.